# McCall Point
Der McCall Point ist eine Landspitze an der Loubet-Küste des Grahamlands auf der Antarktischen Halbinsel. Sie liegt 6 km nordwestlich der Salmon Cove am Ostufer des Lallemand-Fjords.
Luftaufnahmen der Falkland Islands and Dependencies Aerial Survey Expedition (FIDASE, 1956–1957) dienten ihrer Kartierung. Das UK Antarctic Place-Names Committee benannte sie nach dem US-amerikanischen Ingenieur John G. McCall (1923–1954) von der University of Alaska, dem zwischen 1951 und 1952 in Norwegen die erstmalige detaillierte Messung der Fließbewegung eines Kargletschers gelang.